# Simaság
Simaság es un pueblo ubicado en el distrito de Sárvár, en el condado de Vas, Hungría.

## Superficie
Posee una superficie de 10,13 kilómetros cuadrados.

## Demografía
Hasta 2019 la población era de 526 habitantes, con una densidad de población de 51,92 habitantes por kilómetro cuadrado.